# Râul Topârcea
Râul Topârcea este un curs de apă, afluent al râului Vișa. 

## Hărți
- Harta județului Sibiu